# Syneta betulae
Syneta betulae är en skalbaggsart som först beskrevs av Fabricius 1792.  Syneta betulae ingår i släktet Syneta, och familjen bladbaggar. Arten är reproducerande i Sverige.

## Bildgalleri

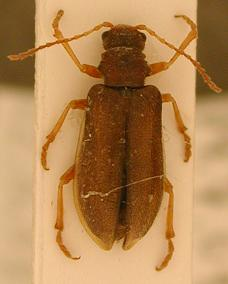